# ダトー (小惑星)
ダトー (3146 Dato) は小惑星帯の小惑星である。タマラ・スミルノワがクリミア天体物理天文台で発見した。
グルジア人の画家ダトー・クラツァシヴィリに因んで名付けられた。